# Dassault/Dornier Alpha Jet
El Alpha Jet es un avión jet de ataque ligero y un avión de entrenamiento a reacción avanzado, fabricado por Dornier de Alemania y Dassault-Breguet de Francia.

## Historia

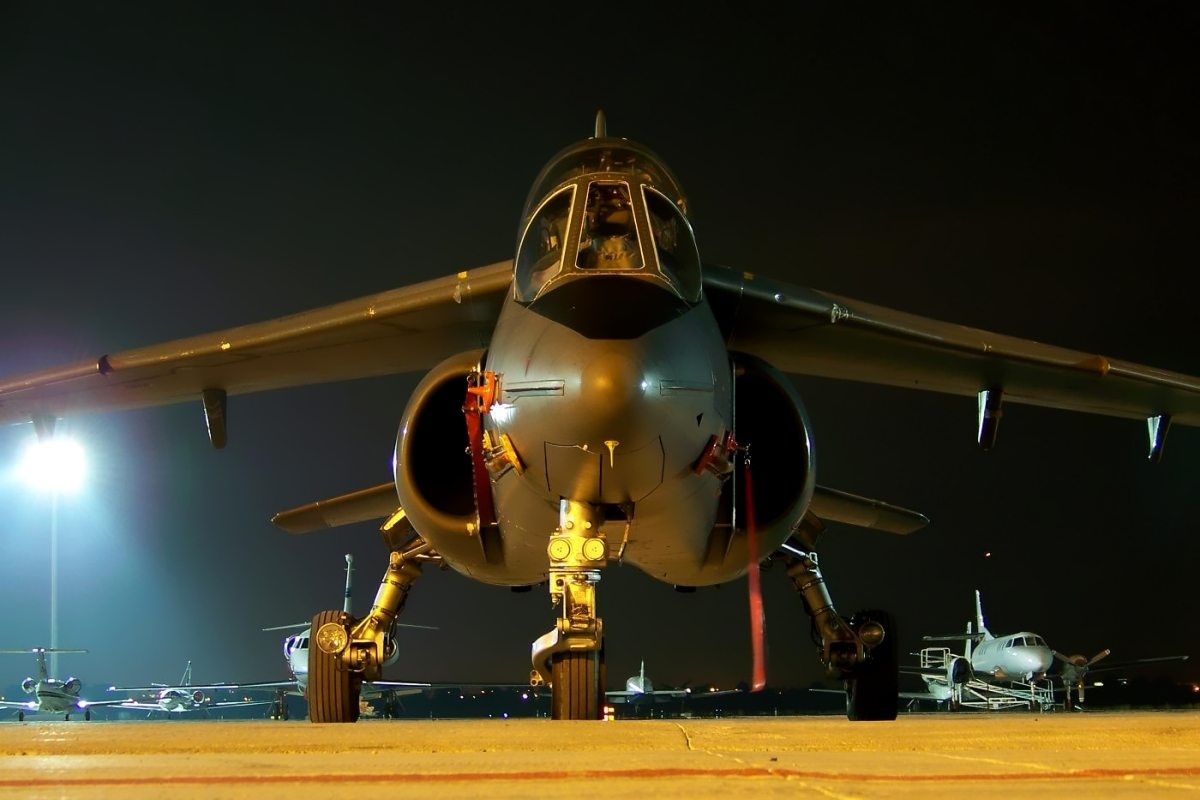
Alpha Jet de la Armée de l'air.

### Orígenes

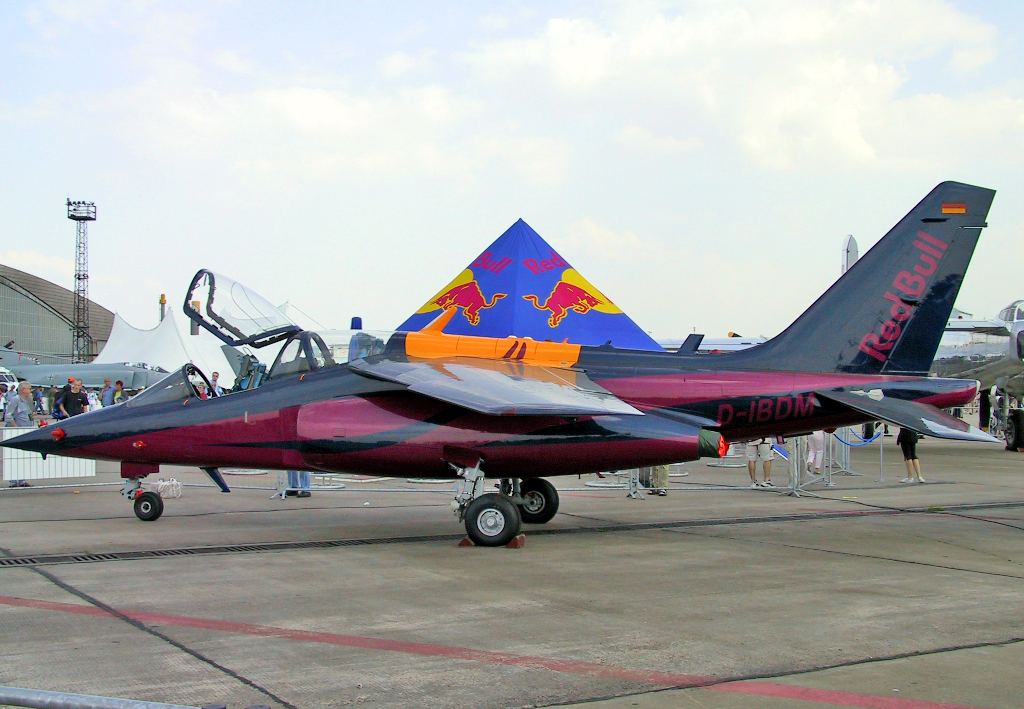
Alpha Jet propiedad de Red Bull en la Exhibición Aeroespacial Internacional (ILA) de 2002.

En los primeros años sesenta del siglo XX las fuerzas aéreas europeas comenzaron a considerar sus requerimientos para las siguientes décadas. Así emergió una nueva generación de entrenadores a reacción para reemplazar  aeronaves clásicas tales como el Lockheed T-33 y el Fouga Magister. Los dos principales rivales en este campo resultaron ser el inglés BAE Hawk y el franco-alemán  Dassault-Dornier Alpha Jet. 
Al principio el Alpha Jet cobró ventaja, pero el BAE Hawk acabaría vencedor en la carrera. Aun así se construyó un alto número de Alpha Jet y sirvió durante décadas en unas cuantas fuerzas aéreas.
En los primeros años sesenta del siglo pasado, franceses e ingleses iniciaron una colaboración en el desarrollo de lo que se suponía iba a ser un entrenador a reacción supersónico/avión ligero de ataque al suelo. Resultado de esta colaboración, el SEPECAT Jaguar, demostró ser un excelente avión, pero su definición evolucionó en el tiempo, apareciendo como un cazabombardero de tamaño natural, con variantes biplaza para conversión operativa a su tipo. 
Con esto los requerimientos originales quedaron sin cubrir y por ello los franceses iniciaron contactos para colaborar con los alemanes. En 1968 se formuló una especificación conjunta. El entrenador sería subsónico, habiéndose demostrado que los entrenadores supersónicos carecían de futuro. En julio de 1969 se firmó un acuerdo de desarrollo y producción en el que se indicaba que cada una de las dos naciones compraría 200 ejemplares, montándolos cada cual en su propio país. 
Tres grupos de fabricantes presentaron ofertas: Dassault, Breguet y Dornier el "TA501", que había sido desarrollado como mezcla de los conceptos del Breguet 126 y del Dornier P.375; SNIAS/MBB ofertó el "E.650 Eurotrainer"; y VFW-Fokker ofertó el "VFT-291". 
Todos los tipos propuestos serían propulsados por dos turbofanes SNECMA-Turbomeca Larzac. La Luftwaffe (Fuerza Aérea Alemana) había insistido en que el entrenador tuviera dos motores después de sufrir elevadas pérdidas de su caza monomotor Lockheed F-104 Starfighter por accidentes. 
En julio de 1970 el Breguet-Dassault-Dornier TA501 fue elegido ganador de la competición, aprobándose su desarrollo completo en 1972. Dos prototipos serían construidos por  Dassault en Francia (esta compañía entre tanto había adquirido Bréguet) y otros dos por Dornier en Alemania. El primer prototipo francés realizó su primer vuelo en Istrès el 26 de octubre de 1973 y el primero alemán en Oberpfaffenhofen el 9 de enero de 1974. Los otros dos prototipos realizaron los suyos antes de finalizar 1.974.
L'Armée de l'Air (Ejército del Aire francés) decidió emplear el Alpha Jet fundamentalmente como entrenador, y el primer Alpha Jet de producción para él realizó su primer vuelo el 4 de noviembre de 1978.  Esta variante fue designada Alpha Jet E (la "E" deÉcole, "Escuela" en lengua francesa) o Alpha Jet Entrenador Avanzado/Avión ligero de ataque. Las primeras entregas a l'Armée de l'Air se produjeron en 1.978, produciéndoose su entrada en servicio en mayo de 1979, sustituyendo al Canadair T-33|Lockheed/Canadair Silver Star T-33, como entrenador de vuelo a reacción y al Dassault Mystère IVA como entrenador de armas. Hasta 1985 se entregaron 176 Alpha Jet E, sin alcanzar los 200 programados. 
La Luftwaffe decidió emplear el Alpha Jet como avión ligero de ataque, prefiriendo seguir realizando el aprendizaje de vuelo en el soleado sudoeste de Estados Unidos, y en aviones fabricados en este país, en lugar de en la nubosa Alemania. El primer vuelo del primer Alpha Jet alemán de producción tuvo lugar el 12 de abril de 1978. Se le llamó Alpha Jet A ("A" de "Appui Tactique" o Apoyo Táctico) o variante Alpha Jet de Apoyo Inmediato. La Luftwaffe recibió 175 unidades hasta 1.983, con las que sustituyó al  Aeritalia G.91|Fiat G91R/3. Aunque los Alpha Jets se construyeron en ambos países, la fabricación de subconjuntos se repartió entre ellos, con plantas en uno y otro en las que llevar a cabo el ensamblado final y las pruebas.
Los cuatro prototipos se mantuvieron en servicio como bancos de pruebas, sirviendo, por ejemplo, para evaluar variantes con ala de composite de grafito-epoxi y con motores Larzac mejorados. 
Los diferentes equipos de aviónica instalados en los Alpha Jet franceses y alemanes se tradujeron en cambios apreciables en su apariencia, dando lugar a un morro redondeado en los franceses y a uno puntiagudo en los alemanes, que resultaban con un cierto aspecto como de avispa.

### Servicio extranjero y variantes mejoradas

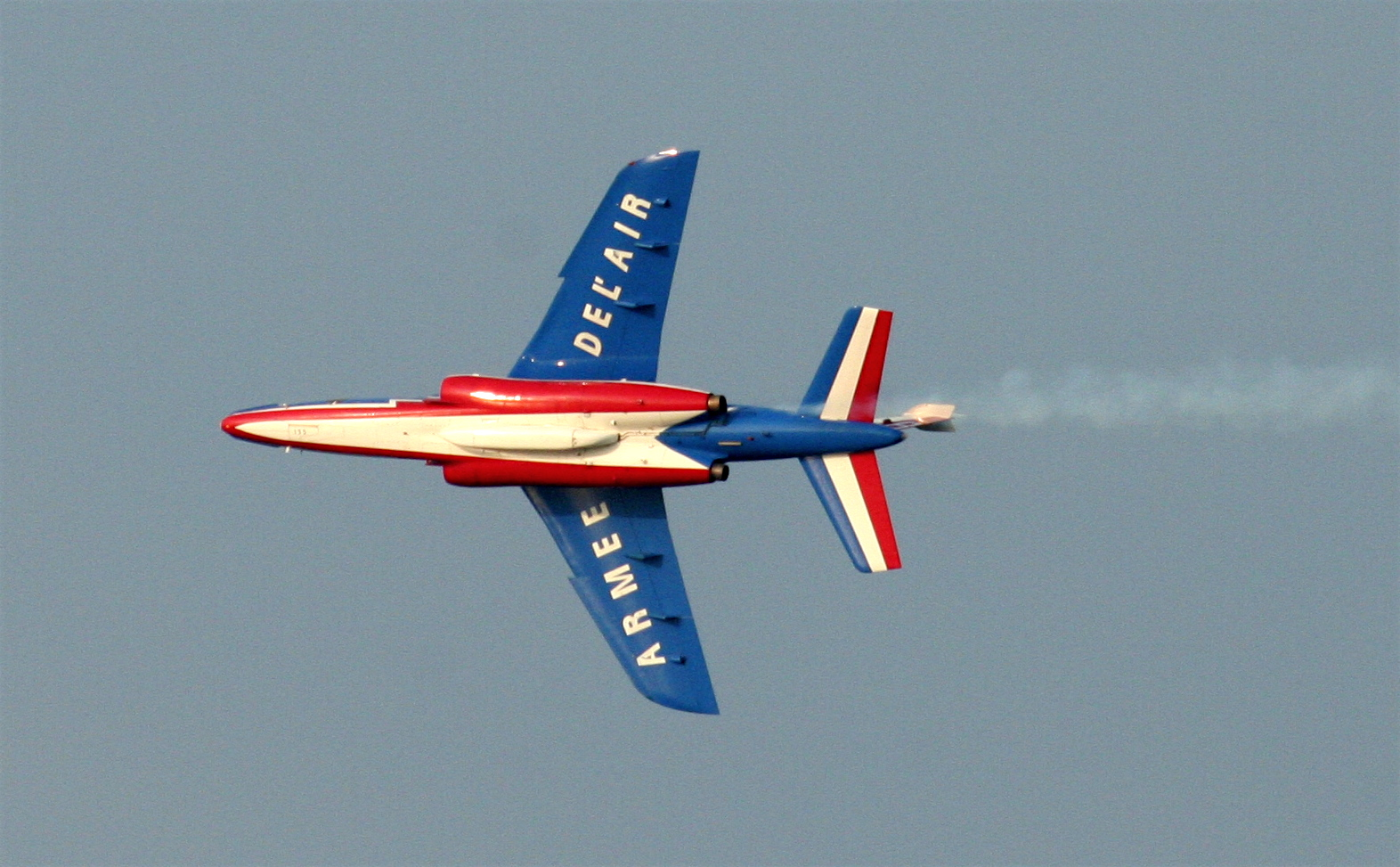
Alpha Jet de la Patrouille de France.

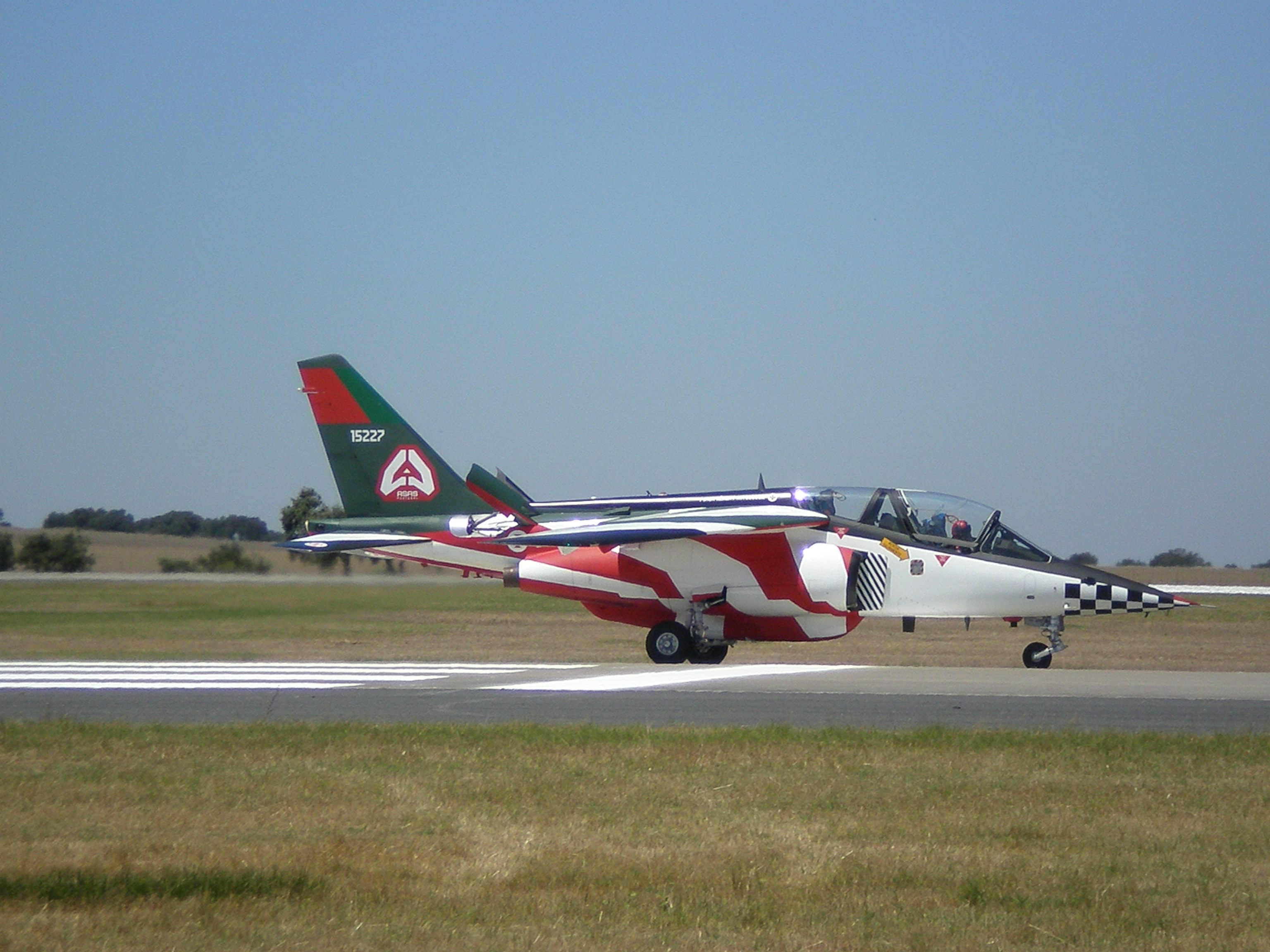
Alpha Jet de los Asas de Portugal.

El Alpha Jet, que estuvo disponible antes que su rival British Aerospace Hawk, fue vendido en cantidades considerables en el extranjero, aunque finalmente el Hawk le superó en ventas.  
Los usuarios extranjeros principales fueron Bélgica y Egipto, cada uno de estos países llevando a cabo el montaje final de Alpha Jet E en la configuración francesa. Bélgica pidió 33 aparatos designados "Alpha Jet 1B", que se ensamblaron por SABCA y fueron entregados entre 1978 y 1980.
Los aviones belgas han sido modernizados por SABCA a la configuración "Alpha Jet 1B+", que dispone de un sistema de navegación por giróscopo láser inercial con receptor de GPS; un presentador de datos HUD ("Head Up Display" o Visor de Cabeza Alta) en el frente de la cabina y un repetidor de HUD en el puesto trasero; un grabador de vídeo y otras mejoras menores. Los primeros 1B+ se entregaron de nuevo en el 2000 y se espera permanezcan en servicio en Bélgica hasta 2015, por lo menos.  
Egipto pidió 30 aparatos designados como "Alpha Jet MS1" en los primeros años ochenta. Cuatro aparatos completos fueron entregados por Dassault, y los otros 26 fueron montados en Egipto a partir de kits suministrados por AOI.
Otras naciones también han recibido Alpha Jet E, entre ellas Costa de Marfil (7 aviones), Marruecos (24), Nigeria (24), Catar (6 "Alpha Jet C") y Togo (5).Todos estos aviones fueron fabricados en Francia salvo los 24 de Nigeria que lo fueron en Alemania. Fotografías de los Alpha Jet cataríes los muestran pintados en marrón y arena en la parte superior y azul claro en la inferior, presentando una aleta dorsal entre la base del empenaje vertical y la mitad del ala, destinada a contener aviónica adicional. 
La Luftwaffe comenzó a retirar sus Alpha Jet A en 1992, reservando 45 para entrenamiento de caza. 50 fueron cedidos a Portugal, cinco de ellos como proveedores de recambios.Los demás fueron retirados gradualmente, el último de ellos en 1998. En 1999 otros 25 fueron vendidos a la Fuerza Aérea de Tailandia para sustituir los OV-10 Bronco empleados en patrullaje de fronteras, mientras que la Agencia Británica de Evaluación e Investigación de la Defensa (DERA) adquirió 12 como aviones de caza y plataformas para pruebas en vuelo. Tailandeses y británicos dedicaron cinco de sus aviones a ser canibalizados.  
Los Alpha Jets se vendieron baratos, con tal de obtener fondos para continuar, y aunque Fairchild-Dornier obtuvo un contrato de 43 millones de dólares para renovar los aparatos y proveer soporte a los usuarios finales. Por lo visto fueron vendidos 32 más, incluyendo 2 barcos de repuestos, a los Emiratos Árabes Unidos (EAU), aunque los detalles no son claros, e incluso 3 acabaron en manos privadas, para ser usados por los "Flying Bulls", un equipo de demostraciones de vuelo, que opera fuera de Austria y vuela una serie de aeronaves clásicas. 
En 1980, el trabajo en una versión de Apoyo Aéreo Cercano alternativa del Alpha Jet comenzó, montando un Sistema de Navegación Inercial (INS, Intertial Navigation System) SAGEM ULISS 81, un HUD Thomson-CSF VE-110, un medidor de distancia láser TMV630 en un morro modificado y un radioaltímetro TRT AHV 9, con toda la aviónica conectada a travér de un bus de datos digital. El vuelo inicial fue el 9 de abril de 1982. Camerún obtuvo 7 (algunas fuentes reclaman 6) y Egipto obtuvo 15. Como con el pedido original egipcio de los Alpha Jet MS1, Dassault envió 4 de tales aeronaves bajo la designación "MS2" y AOI de Egipto ensambló los otros 11 aviones a partir de kits de saldo.
Hay un número de otras propuestas Alpha Jet que nunca alcanzaron a producirse: 
- El Alpha Jet 2, originalmente Alpha Jet NGEA (Nouvelle Generation Appui/Ecole o "New Generation Attack/Training") resultado de una aviónica básica del MS2 más la compatibilidad con el misil aire-aire avanzado francés Matra Magic 2 AAMs y los más potentes turboventiladores Larzac 04-C20 reajustados al Luftwaffe Alpha Jet A. Un prototipo voló, presumiblemente una modificación de uno de los originales prototipos Alpha Jet.
- El Alpha Jet 3 Advanced Training System, con las cabinas "de cristal" (glass cockpit) "Lancier" con pantallas multifunción (MFD, MultiFunction Display), un probable montaje de un radar AGAVE o Anemone, un sistema de infrarrojos de mira hacia delante (FLIR, Front-Look InfraRed), un sistema de señalización por láser de blancos y un equipo moderno de contramedidas. Un prototipo también voló, de nuevo presumiblemente un prototipo original de Alpha Jet mejorado.
- Dassault también propuso un entrenador basado en portaaviones, con gancho de apontaje y un tren de aterrizaje reforzado, para la Aeronavale, la Árma Aérea de la Marina Francesa.

## Componentes
Francia -  Reino Unido

### Electrónica

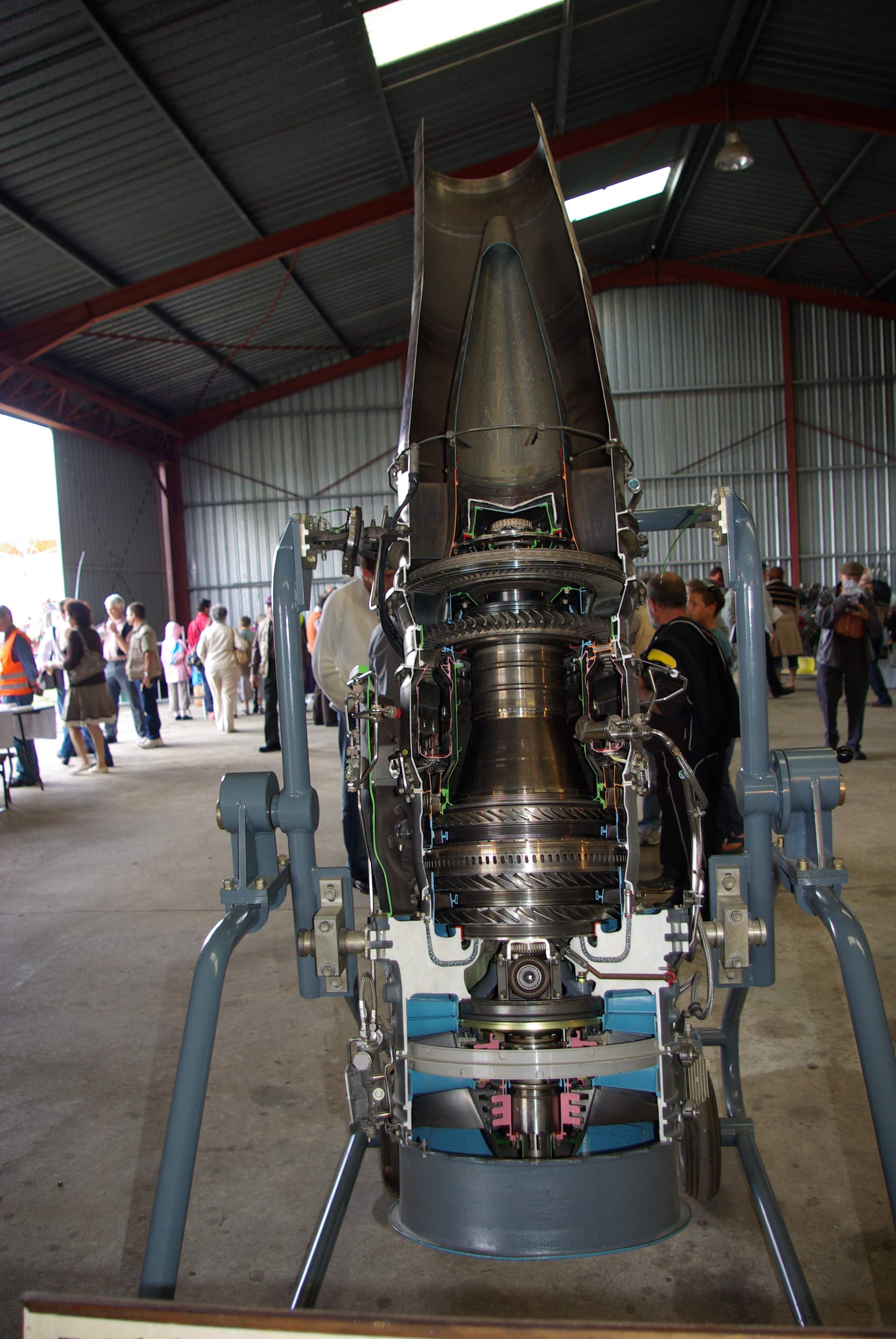
Larzac 04

| Sistema           | País                    | Fabricante   | Notas                          |
| ----------------- | ----------------------- | ------------ | ------------------------------ |
| Sistema de escape | Bandera del Reino Unido | Martin-Baker | Asiento eyectable modelo Mk.10 |

### Propulsión
| Sistema | País               | Fabricante       | Notas            |
| ------- | ------------------ | ---------------- | ---------------- |
| Motor   | Bandera de Francia | Snecma Turbomeca | 2 × Larzac 04-C6 |

## Variantes
- Alpha Jet A: versión de ataque originalmente usado por Alemania.
- Alpha Jet E: versión de entrenamiento originalmente usado por Francia.
- Alpha Jet 2: desarrollo del Alpha Jet E optimizado para ataque a tierra. La versión fue originalmente llamada Alpha Jet NGAE (Nouvelle Generation Appui/Ecole que significa Nueva Generación de Ataque/Entrenamiento).
- Alpha Jet MS1: versión ensamblada en Egipto.
- Alpha Jet MS2: versión mejorada con nueva aviónica, un motor actualizado, misiles Aire-Aire Magic, y cabina del piloto de cristal Lancier.
- Alpha Jet 3 o  Alpha Jet ATS (Advanced Training System que significa Sistema Avanzado de Entrenamiento): versión ajustada con controles multifuncionales y una cabina de piloto de cristal destinada a entrenar pilotos en el uso de sistemas de navegación y de ataque de un avión de combate de última y futura generación. Esta versión también se llamó Lancier.

## Usuarios
- Alemania - Luftwaffe - Alpha Jet A.
- Bélgica - Alpha Jet E.
- Camerún - Alpha Jet MS2.
- Canadá - Alpha Jet A.
- Costa de Marfil - Alpha Jet E.
- Egipto - Alpha Jet MS2 y Alpha Jet E.
- Francia - Fuerza Aérea Francesa - Alpha Jet E.
- Marruecos - Real Fuerza Aérea Marroquí - Alpha Jet E+.
- Nigeria - Alpha Jet E.
- Portugal - Fuerza Aérea Portuguesa - Alpha Jet A, antiguos aviones de la Luftwaffe.
- Catar - Alpha Jet E.
- Reino Unido - QinetiQ - Alpha Jet A, antiguos aviones de la Luftwaffe.
- Tailandia - Alpha Jet A, antiguos aviones de la Luftwaffe
- Togo - Alpha Jet E.

## Especificaciones (Alpha Jet)

### Características generales
- Tripulación: 1 o 2
- Longitud: 13,2 m (43,4 ft)
- Envergadura: 9,1 m (29,9 ft)
- Altura: 4,9 m (16,1 ft)
- Superficie alar: 17,5 m² (188,4 ft²)
- Peso vacío: 3515 kg (7747,1 lb)
- Peso cargado: 5000 kg (11 020 lb)
- Peso máximo al despegue: 8000 kg (17 632 lb)
- Planta motriz: 2× Turbofán SNECMA/Turbomeca Larzac 04-C6.
  - Empuje normal: 13,2 kN (1346 kgf; 2967 lbf) de empuje cada uno.

### Rendimiento
- Velocidad máxima operativa (Vno): 994 km/h (618 MPH; 537 kt)
- Alcance: 2780 km (1501 nmi; 1727 mi)
- Techo de vuelo: 13 700 m (44 948 ft)

### Armamento
- Cañones: 

  - 1x cañón revólver Mauser BK-27 de 27 mm, en una instalación central con 120 proyectiles o 1 cañón DEFA de 30 mm en un contenedor central con 150 proyectiles.
- Puntos de anclaje: 5 con una capacidad de 2500 kg, para cargar una combinación de:  
  - Bombas: 

    - Bombas de racimo Hunting BL755

  - Cohetes: 

    - 2 contenedores de cohetes Matra cada uno con 18 cohetes SNEB de 68 mm
    - 2 contenedores de cohetes CRV7 cada uno con 19 cohetes de 70 mm

  - Misiles: 

    - AGM-65 Maverick
    - AIM-9 Sidewinder
    - Matra Magic II

## Imágenes

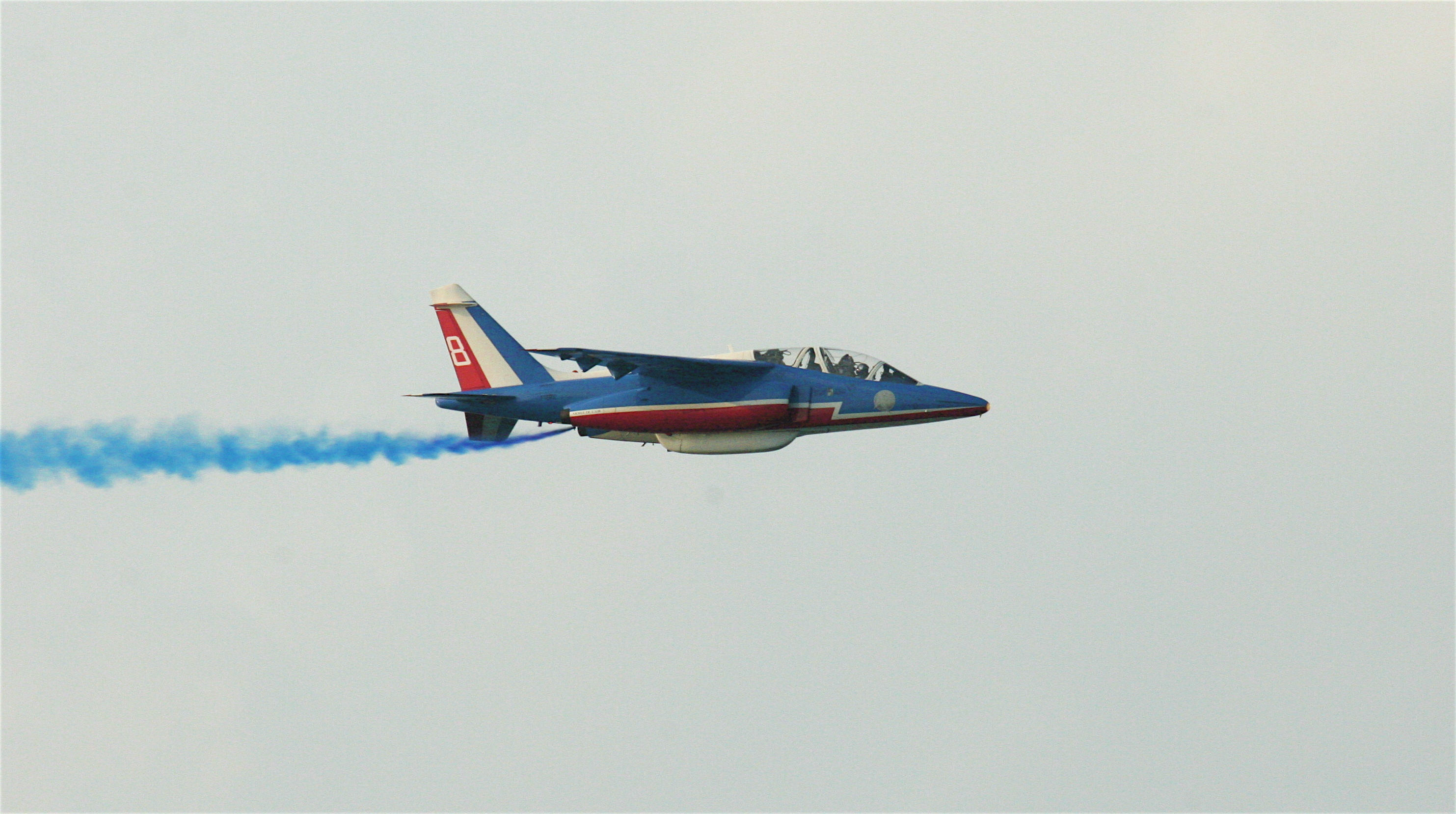
Alpha Jet usado por  la Patrouille de France Team Aerobático
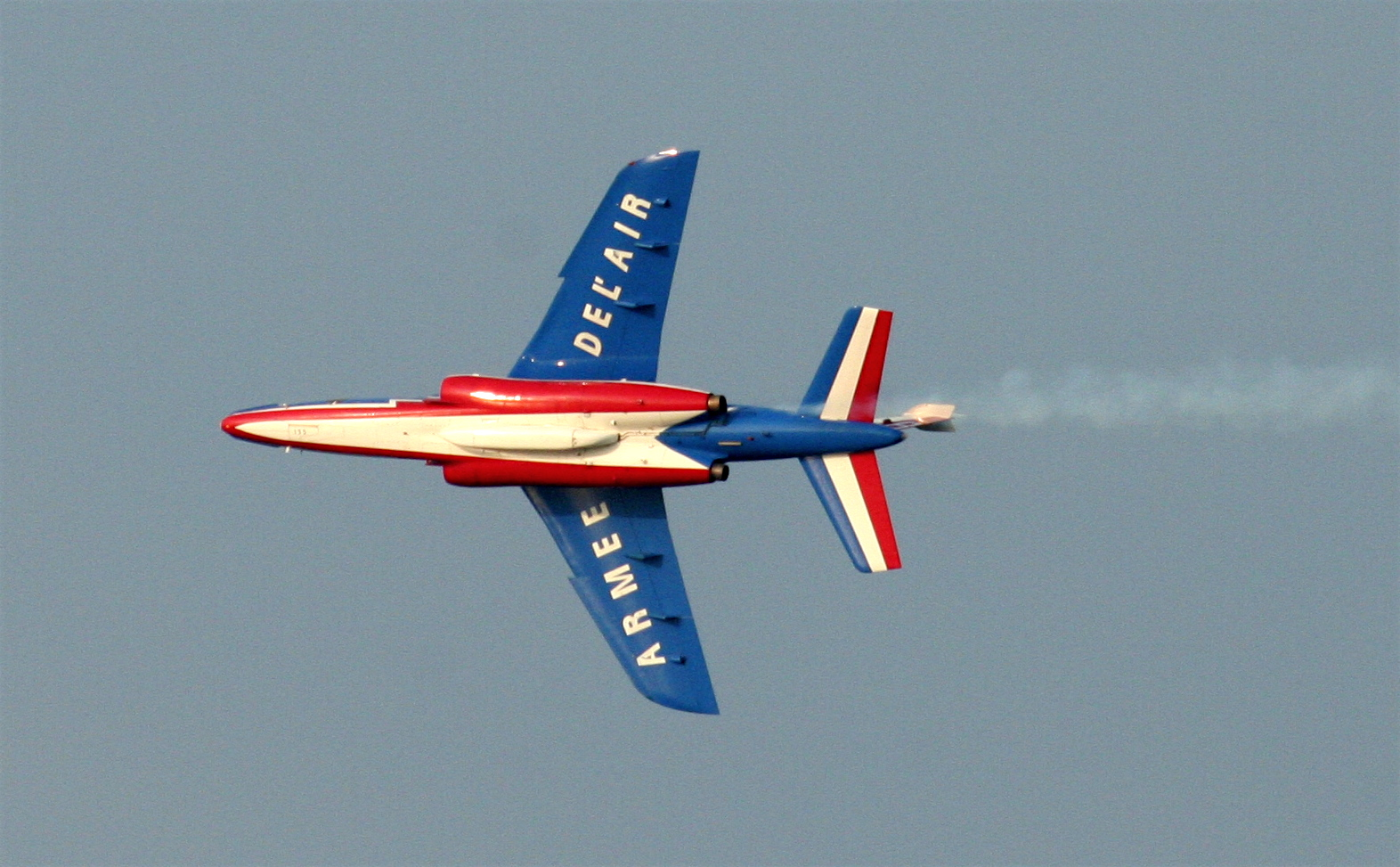
Alpha Jet visto de abajo
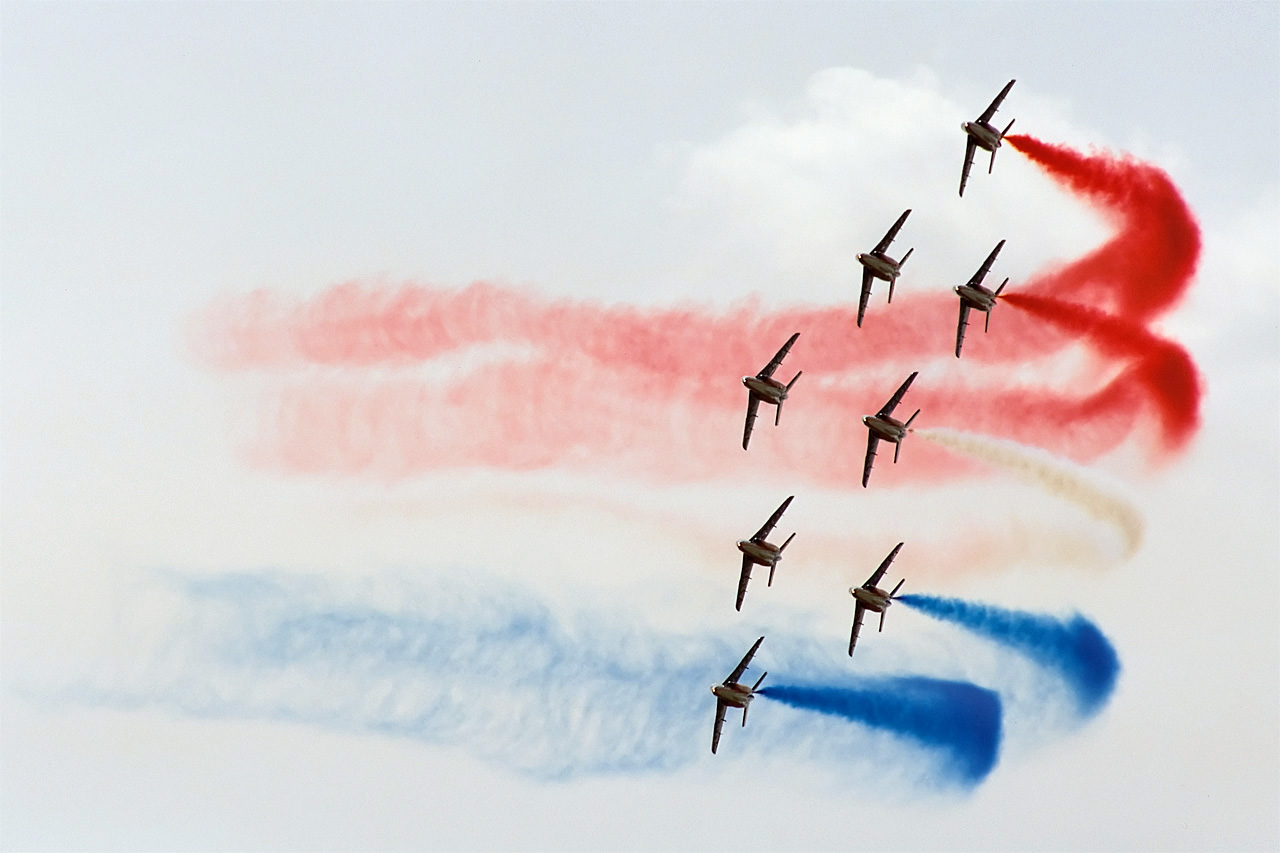
Patrulla de Francia en una vuelta tricolor en Radom Air Show 2005.

### Artículos similares
- IA-63 Pampa
- Hongdu JL-8
- Hongdu L-15 Falcon
- Sukhoi Su-25
- Yakovlev Yak-130
- Aero L-39 Albatros
- CASA C-101 Aviojet
- AMX International AMX
- Aermacchi S-211
- Aermacchi MB-339
- Kawasaki T-4
- PZL I-22 Iryda
- BAE Hawk
- IAR 99
- Soko G-4 Super Galeb

### Secuencias de designación
- Principales proyectos de desarrollo de aviones de combate multinacionales europeos:
  - Dassault/Dornier Alpha Jet - 
  - SEPECAT Jaguar - 
  - Panavia Tornado - 
  - Eurofighter Typhoon -